# 小行星3084
小行星3084（3084 Kondratyuk）是一颗围绕太阳公转的小行星。1977年8月19日，尼古拉·切爾尼赫在克里米亚发现了此天体。
該小行星以蘇聯工程師和數學家尤里·孔德拉秋克命名。
这颗小行星的绝对星等为144.82142等。